# Nikola Spiridonov
Pour les articles homonymes, voir Spiridonov.
Nikola Spiridonov est un joueur d'échecs bulgare né le 28 février 1938 à Pleven et mort le 13 mars 2021,, grand maître international depuis 1979.

## Biographie et carrière

### Champion de Bulgarie
Nikola Spiridonov réalisa une carrière prolifique, en participant aussi bien au cycle de qualification des candidats au titre mondial (en 1969) qu'à de forts tournois fermés réunissant les joueurs les plus prestigieux de son temps. Ainsi, il remporta la finale du championnat de Bulgarie en 1969 sans perdre une partie avec 13,5 points sur 19 (+8 =11). Ce résultat lui permit de participer au tournoi zonal d'Athènes en 1969 où  il finit huitième avec 9 points sur 18. Il finit également deuxième du départage à trois lors du championnat national bulgare en 1975 et termina à la troisième place en 1982.
En 1971, il finit premier ex æquo avec Helmut Pfleger du mémorial Rubinstein, devant Aleksandr Zaïtsev et András Adorján. 
Joueur au style dynamique et positionnel, il rivalisa avec les meilleurs joueurs de son temps comme en témoignent ses victoires sur Mikhaïl Tal, David Bronstein, Mark Taïmanov, Wolfgang Uhlmann, John Nunn, Lajos Portisch, Vlastimil Jansa, Ratmir Kholmov, Vladimir Toukmakov ou encore Efim Geller. Il fit également jeu égal avec Robert Hübner, Nigel Short ou encore Boris Spassky lors de leurs deux confrontations.
Il atteignit le 91e-92e rang mondial en 1970 (classement officieux publié par Arpad Elo) et 1976 où il obtint son meilleur classement Elo avec 2 490 points.

### Compétitions par équipes
Membre régulier de l'équipe nationale bulgare, il participa tout d'abord à l'Olympiade d'échecs de 1964 en tant que deuxième remplaçant et marqua 5,5 points sur 9 (l'équipe bulgare obtint la septième place de la compétition). Lors de l'olympiade universitaire de 1965 (championnat du monde par équipes de moins de 26 ans), il remporta la médaille d'or individuelle au deuxième échiquier.
En outre, Nikola Spiridonov représenta la Bulgarie lors de trois finales du championnat d'Europe d'échecs des nations, remportant une médaille de bronze individuelle en 1980 (où la Bulgarie atteint la cinquième place de la compétition) et 1983.

### Entraîneur et théoricien
À partir du milieu des années 1980, Nikola Spiridonov s'est principalement consacré à l'enseignement et fut considéré comme l'un des plus grands entraîneurs. En effet, il fut chargé de l'entraînement des équipes jeunes au club Caissa puis au N.A.O Chess Club où se pressait l'élite nationale des jeunes joueurs comme les meilleurs joueurs mondiaux. Parmi ses élèves on dénombre de nombreux maîtres internationaux et grand-s maîtres dont Veselin Topalov, Étienne Bacrot, Sébastien Mazé, ou encore Jules Moussard. Il a entraîné Maxime Vachier-Lagrave pendant quatre ans, l'initiant à la défense Grünfeld et à la technique des finales.
Nikola Spiridonov est également un expert mondialement réputé parmi ses pairs dans le domaine des finales, au même titre que Mark Dvoretski.